# Mogadischu
Mogadischu [mogaˈdɪʃu] (englisch Mogadishu, Somali Muqdisho [mʊɢˈdiːʃoː], italienisch und schweizerdeutsch Mogadiscio, arabisch مقديشو, DMG Maqadīšū), auch unter dem Namen Hamar (somali Xamar) bekannt, ist die Hauptstadt Somalias. Früher wurde Mogadischu auch als die Perle Ostafrikas bezeichnet.

## Lage
Die Stadt liegt im Süden Somalias, an der Benadirküste am Indischen Ozean, rund 200 Kilometer nördlich des Äquators. Sie ist auch Hauptstadt der Verwaltungsregion Banaadir (Benadir). Zu dieser gehörten früher auch die Nachbarregionen Shabeellaha Hoose und Shabeellaha Dhexe, seit deren Ausgliederung stimmt Banaadir etwa mit dem Stadtgebiet von Mogadischu überein.

## Klima
|                       | Jan | Feb | Mär | Apr | Mai | Jun | Jul | Aug | Sep | Okt | Nov | Dez |   |      |
| Mittl. Tagesmax. (°C) | 30  | 30  | 31  | 32  | 32  | 29  | 28  | 28  | 29  | 30  | 31  | 30  | ⌀ | 30   |
| Mittl. Tagesmin. (°C) | 23  | 23  | 24  | 26  | 25  | 23  | 23  | 23  | 23  | 24  | 24  | 24  | ⌀ | 23,8 |
|                       |     |     |     |     |     |     |     |     |     |     |     |     |   |      |
| Niederschlag (mm)     | 0   | 0   | 0   | 58  | 58  | 97  | 64  | 48  | 25  | 23  | 41  | 13  | Σ | 427  |
|                       |     |     |     |     |     |     |     |     |     |     |     |     |   |      |
| Sonnenstunden (h/d)   | 8   | 9   | 9   | 8   | 8   | 7   | 7   | 8   | 9   | 9   | 8   | 8   | ⌀ | 8,2  |
|                       |     |     |     |     |     |     |     |     |     |     |     |     |   |      |
| Regentage (d)         | 0   | 0   | 1   | 5   | 7   | 14  | 20  | 11  | 7   | 5   | 5   | 2   | Σ | 77   |
|                       |     |     |     |     |     |     |     |     |     |     |     |     |   |      |
| Wassertemperatur (°C) | 27  | 27  | 28  | 28  | 27  | 26  | 25  | 25  | 25  | 26  | 27  | 27  | ⌀ | 26,5 |
|                       |     |     |     |     |     |     |     |     |     |     |     |     |   |      |
| Luftfeuchtigkeit (%)  | 80  | 78  | 78  | 78  | 82  | 83  | 84  | 85  | 84  | 82  | 81  | 81  | ⌀ | 81,4 |

| 23 |

| 23 |

| 24 |

| 26 |

| 25 |

| 23 |

| 23 |

| 23 |

| 23 |

| 24 |

| 24 |

| 24 |

| 23 |

| 23 |

| 24 |

| 26 |

| 25 |

| 23 |

| 23 |

| 23 |

| 23 |

| 24 |

| 24 |

| 24 |

## Bevölkerung
Mogadischu war seit etwa 1990 mit über einer Million Einwohnern die größte Stadt Somalias. Die genaue heutige Bevölkerungszahl lässt sich nur grob schätzen, da keine aktuellen Volkszählungen existieren und umfangreiche Flucht- und Migrationsbewegungen innerhalb Somalias stattgefunden haben.
1975 hatte die Stadt gemäß erstem offiziellen Zensus etwa 380.000 Einwohner, was 52 % der landesweiten „nicht-landwirtschaftlichen“ (städtischen) Bevölkerung waren. Traditionell dominieren in Mogadischu der Somali-Clan der Abgal-Hawiya sowie die Minderheit der Reer Hamar (Benadiri). Zu ihnen kamen in den letzten Jahrzehnten Angehörige diverser anderer Clans aus anderen Landesteilen hinzu.
Seit Beginn des Bürgerkrieges hat Mogadischu im Zuge der Kämpfe zwischen dem Abgal Ali Mahdi Mohammed und dem Habar-Gedir-Hawiya Aidid der Habar-Gedir-Clan deutlich an Einfluss gewonnen, und zahlreiche Habar Gedir zogen in die Stadt, während vor allem Darod – die zum selben Clan wie der 1991 vertriebene Diktator Siad Barre gehörten und zum Teil Ziel von Racheakten der Hawiya wurden – die Stadt verließen. Insgesamt wuchs Mogadischu seit Beginn des Bürgerkrieges weiter durch Zuwanderer und Binnenflüchtlinge aus anderen Landesteilen. Für 2005 wurde die Bevölkerung auf etwa 1,23 Millionen (2,59 Millionen in der Agglomeration; Stand jeweils 1. Januar 2005) geschätzt. Aktuelle Schätzungen liegen bei 1,58 Millionen Einwohnern. Die UN schätzt die Bevölkerung für 2017 auf 1,98 Millionen. Im Jahr 2050 sollen, laut Prognosen, 6,6 Millionen Menschen in der Agglomeration leben.
Nach heftigen Kämpfen verließen 2007 schätzungsweise 600.000 Bewohner die Stadt. Sie flohen meist in die nähere Umgebung (Mittel- und Unter-Shabeelle), zum Teil auch in weiter entfernte Landesteile. Nach Augenzeugenberichten sind nur noch wenige Wohnblocks in der Innenstadt und in der Nähe des Präsidentensitzes Villa Somalia regulär bewohnt.
Bevölkerungsentwicklung laut UN
| Jahr | Einwohnerzahl |
| ---- | ------------- |
| 1950 | 50.000        |
| 1960 | 94.000        |
| 1970 | 256.000       |
| 1980 | 551.000       |
| 1990 | 1.035.000     |
| 2000 | 1.201.000     |
| 2010 | 1.353.000     |
| 2017 | 1.977.000     |

## Geschichte und Namensherkunft

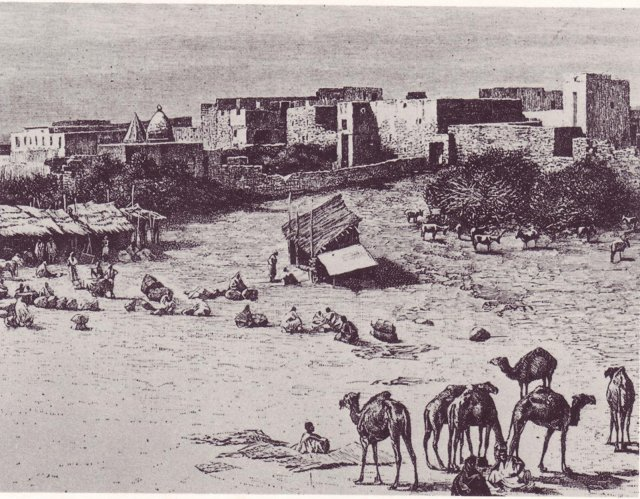
Marktplatz in Mogadischu, 1882

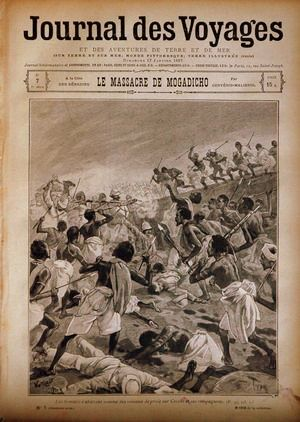
La-Foole-Massaker in Mogadischu 1896, aufgebrachte Somalier töten oder verwunden 100 Italiener

Über die Ursprünge des Namens Mogadischu (Muqdisho) gibt es viele Theorien, aber er leitet sich höchstwahrscheinlich von dem allgemein semitischen (d. h. arabischen oder äthiopischen) Wort für Heiligtum ab und bezieht sich auf die dortige Moschee (oder vielleicht bereits auf einen christlichen Vorgängerbau, d. h. eine Kirche).
Alle weiteren Deutungen sind Volketymologien, wie z. B. die Herleitung von den somalischen Wörtern Muuq und Disho ab, die wörtlich Scheuklappe bedeuten und sich möglicherweise auf die blendende Schönheit der Stadt beziehen. Andere Theorien deuten auf das persische Wort Maqadé Shâh hin, was „der Sitz des Königs“ bedeutet. und eine andere Theorie besagt, dass es eine Falschaussprache von mugdi di disho (Somali für „Dunkelheitskiller“, was sich auf Mogadischu als einen der ersten islamischen Somali-Stadtstaaten an der ostafrikanischen Küste bezöge) sei, aber der Ort ist viel zu alt dafür. Der Entdecker Leo Africanus aus dem 16. Jahrhundert kannte die Stadt als Magadazo (alt. Magadoxo).
Mogadischu wurde im 10. Jahrhundert von arabischen Kolonisten besiedelt. Viele Zuwanderer kamen von der Arabischen Halbinsel, ihr relativer Wohlstand stärkte sie wirtschaftlich, und interkulturelle Ehen mit den einheimischen Somali sorgten schnell für Verbreitung des Wohlstands. In jener Zeit profitierte die Stadt stark vom Inlandshandel. Aus den Zuwanderern gingen die Benadiri (Reer Hamar) hervor.
Die 1269 erbaute Fakr-ad-Din-Moschee zählt zu den ältesten islamischen Bauwerken Afrikas. 1331 besuchte der Reisende Ibn Battūta Mogadischu und beschrieb die Stadt als sehr groß.
1416 wurde ein Botschafter nach China gesendet, der 1417 durch die Flotte von Admiral Zheng He zurückgebracht wurde.
Im 16. Jahrhundert befand sich Mogadischu unter portugiesischer Herrschaft. 1828 unterstellte sich die Stadt der Oberherrschaft des Sultanats Oman bzw. ab 1856 des Sultanats Sansibar, nachdem eine omanische Flotte die Stadt bombardierte. Bis zur Stationierung einer Garnison und der Einsetzung eines Gouverneurs im Jahre 1874 hatte das Sultanat aber kaum Einfluss. 1892 wurde die Stadt an Italien verpachtet. Am 26. November 1896 wurde der italienische Generalkonsul Antonio Cecchi von Somali ermordet. 1905 wurde das Gebiet von Italien aufgekauft und Mogadischu zur Hauptstadt der Kolonie Italienisch-Somaliland.
Während des Zweiten Weltkrieges wurde die Stadt 1941 nach schweren Kämpfen schließlich von aus Richtung Kenia anrückenden britischen Truppen erobert, Italienisch-Somaliland kam unter britische Militärverwaltung und wurde 1950–1960 UN-Treuhandgebiet. 1960 wurde Mogadischu zur Hauptstadt des nunmehr unabhängigen Somalia.
Am 21. Januar 1904 wurde im damaligen Italienisch-Somaliland die Apostolische Präfektur von Banaadir mit Sitz in Mogadischu errichtet, welche am 15. Dezember 1927 zum Apostolischen Vikariat erhoben wurde und den Namen Mogadiscio trug. Am 20. November 1975 wurde das Apostolische Vikariat von Mogadischu zum Bistum erhoben. Nach der Zerstörung der Kathedrale mit dem anliegenden Kloster löste sich das Bistum im Bürgerkrieg faktisch auf.
In den 1970er Jahren wurde die Moschee der Islamischen Solidarität eröffnet.
In der Nacht vom 17. auf den 18. Oktober 1977 befreite die Eliteeinheit GSG 9 des Bundesgrenzschutzes auf dem Flughafen Mogadischu die entführte Lufthansa-Maschine Landshut.

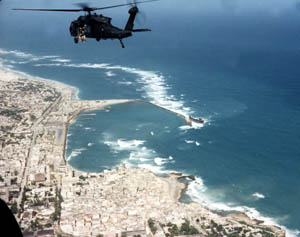
Black-Hawk-Hubschrauber über Mogadischu im Oktober 1993

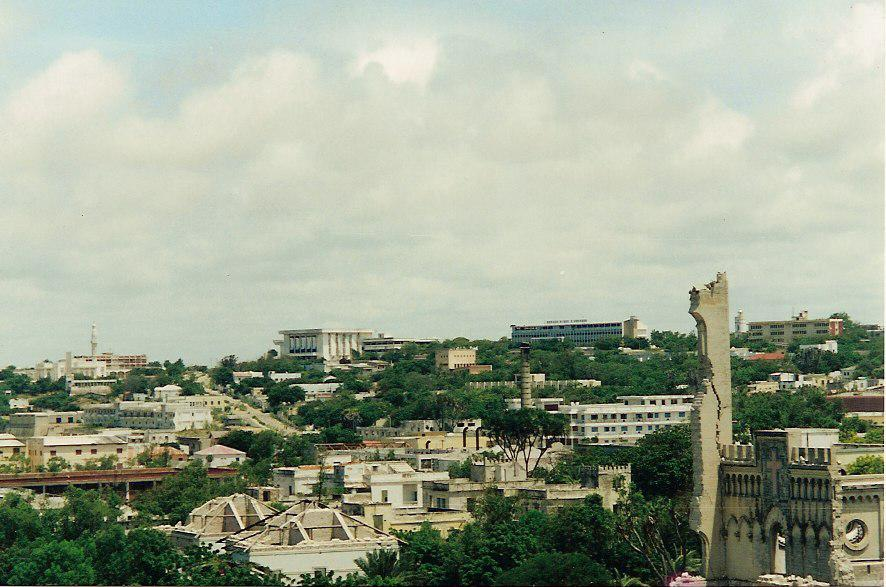
Mogadischu zur Zeit der UNOSOM

### Bürgerkrieg
Siehe auch: Somalischer Bürgerkrieg
1991 erzwangen Rebellen vom Vereinten Somalischen Kongress (USC) des Hawiya-Clans, die die Stadt umstellt hatten, die Flucht des Präsidenten und Diktators Siad Barre aus Mogadischu. Anschließend wurde die Hauptstadt Schauplatz heftiger Kämpfe zwischen den beiden USC-Führern Ali Mahdi Mohammed und Mohammed Farah Aidid, die beide die Präsidentschaft beanspruchten. Ali Mahdi kontrollierte dabei den Norden, Aidid den Südteil der Stadt.
Ab 1992 versuchten die Vereinten Nationen im Rahmen der UNOSOM-Mission, die Versorgung der Bevölkerung zu sichern und den Frieden wiederherzustellen. Bei zunehmenden Schwierigkeiten wurde die Mission Ende 1992 der Führung der USA unterstellt (UNITAF). Am 3. Oktober 1993 kam es zur Schlacht von Mogadischu zwischen US-Soldaten und einheimischen Milizen mit hohen Verlusten auf beiden Seiten. Nach diesem Ereignis wurde die Mission bald beendet, ohne eine politische Lösung erreicht zu haben.
Mogadischu wurde seither ohne zentrale Stadtregierung von Kriegsherren, Clans und deren Milizen kontrolliert, die sich immer wieder Kämpfe lieferten. Aus Sicherheitsgründen konnte die nach Friedensgesprächen 2000 gebildete Übergangsregierung Somalias nicht in Mogadischu einziehen, sondern musste zunächst in das kenianische Exil und ab 2005 in die Provinzstadt Baidoa ausweichen.
Im Juli 2006 brachte die Union islamischer Gerichte die Stadt vollständig unter ihre Kontrolle und vertrieb die zeitweise in der ARPCT zusammengeschlossenen Kriegsherren. Unter ihrer Herrschaft gab es in der Stadt keine Waffengewalt mehr, im übrigen Land kam es jedoch weiterhin zu Kämpfen.
Im Dezember 2006 gelang es der Übergangsregierung mit massiver militärischer Unterstützung Äthiopiens, Mogadischu einzunehmen und die Union islamischer Gerichte zu verdrängen. Die Übergangsregierung versuchte erstmals, sich in Mogadischu und im restlichen Land zu etablieren. Der ehemalige Kriegsherr Mohamed Omar Habeb Dhere wurde zum Bürgermeister ernannt.
2007 und 2008 kam es jedoch in Mogadischu zu den schwersten Kämpfen seit 15 Jahren zwischen regierungstreuen Truppen und deren Gegnern. Unter letzteren sind militante Islamisten und Angehörige des Hawiya-Clans – von denen manche den sofortigen Abzug Äthiopiens verlangten, während andere weitergehende politische Ziele verfolgen – sowie Akteure, die allgemein an einer stabilen Regierung kein Interesse haben. Vor allem im März/April, Juli/August (während der Nationalen Versöhnungskonferenz, die bescheidene Resultate erbrachte) und November 2007 kam es zu heftigen Zusammenstößen, die insgesamt etwa 600.000 Menschen in die Flucht trieben und Tausende Tote und Verletzte zur Folge hatten. Ein Bericht von Human Rights Watch kommt zum Schluss, dass dabei die äthiopischen und Übergangsregierungs-Truppen wie auch die Aufständischen durch Vorgehen ohne Rücksicht auf die Zivilbevölkerung Kriegsverbrechen begangen haben. Auch nach dem Abzug der äthiopischen Truppen und der Wahl des gemäßigten Islamisten Sharif Sheikh Ahmed zum neuen Präsidenten Anfang 2009 gab es weiterhin schwere Kämpfe (siehe auch: Gefechte in Mogadischu seit 2010).
Von Herbst 2010 bis Februar 2014 war Mohamoud Ahmed Nur Bürgermeister von Mogadischu. Ihm folgte Hassan Mohamed Hussein (auch Mungab) der im November 2015 durch Yusuf Hassan Jimale ersetzt wurde.

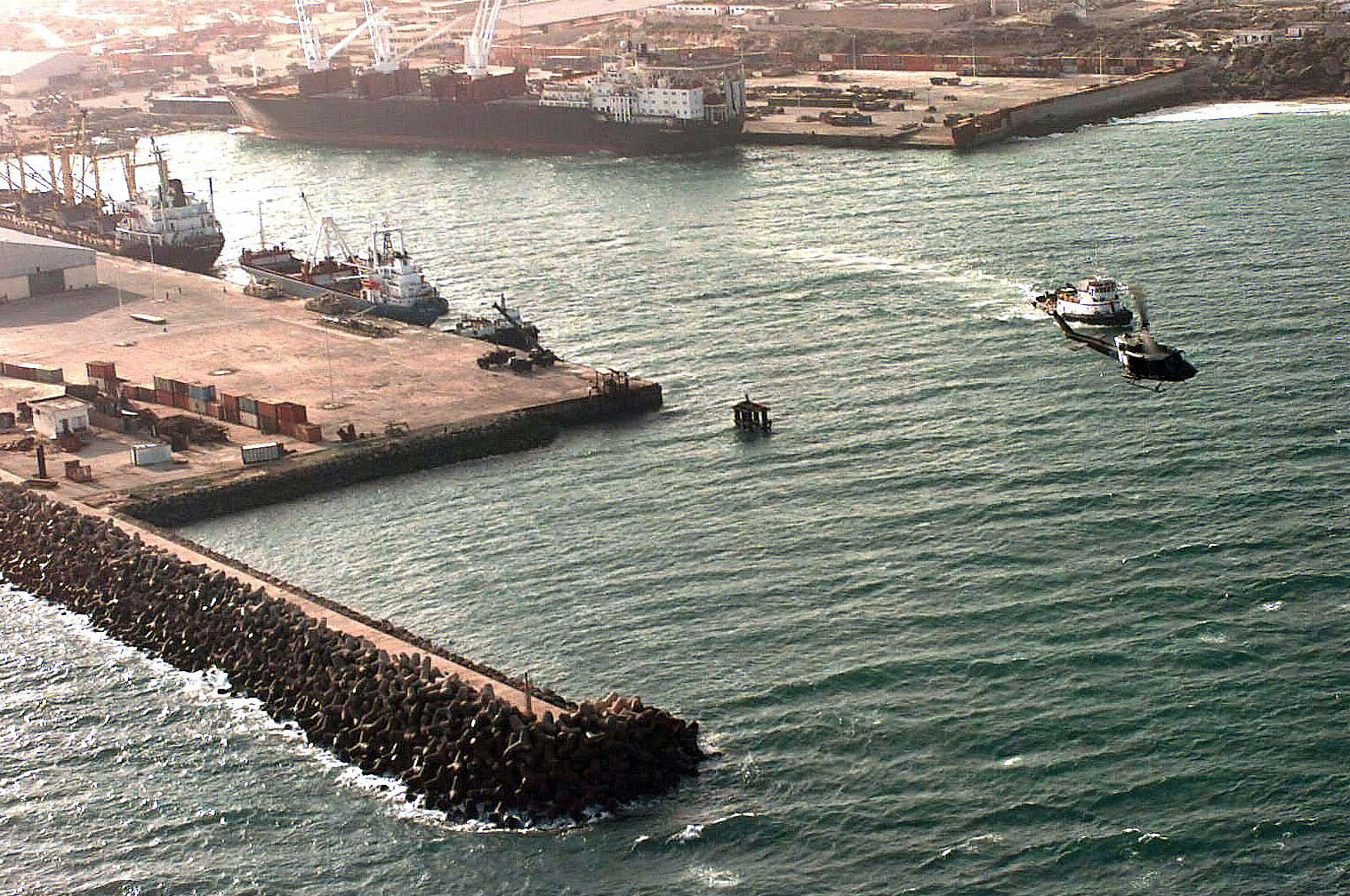
Hafen von Mogadischu, 1992

Bei einem Anschlag in Mogadischu am 14. Oktober 2017 tötete ein Selbstmordattentäter in einem mit Sprengstoff beladenen Lastwagen 358 Menschen. 228 Personen wurden dabei verletzt, 56 werden weiterhin vermisst (Stand 20. Oktober 2017). Hinter der Terrorattacke steht vermutlich die islamistische al-Shabaab-Miliz. Am 25. Juli 2019 wurde der Bürgermeister der Stadt, Abdirahman Omar Osman, bei einem Attentat der Al-Shabaab so schwer verletzt, dass er kurz darauf starb; weitere sechs Menschen wurden bei dem Anschlag getötet.
Nach Angaben von Präsident Mohamud war Al-Shabaab verantwortlich für die Explosion zweier Autobomben im Oktober 2022, wobei mehr als 100 Menschen starben. Am 2. August 2024 kam es an einem Strand in Mogadischu zu einem Anschlag mit mindestens 32 Toten und 63 Verletzten. Al-Shabab gab bekannt, die Anschläge verübt zu haben.

## Wirtschaft und Infrastruktur

### Wirtschaft
Mogadischu ist das wirtschaftliche Zentrum Somalias. Auf dem größten Markt Somalias, dem Bakara-Markt, können neben diversen Alltagsgütern auch Waffen unkontrolliert gehandelt werden.
Die wichtigsten Wirtschaftszweige sind die Lebensmittel-, Getränke- und Textilindustrie.
Auch die nationale Wertpapierbörse - die Somali Stock Exchange hat hier ihren Sitz.

### Infrastruktur
Mogadischu verfügt über einen Seehafen. Dieser war von 1995 bis 2006 geschlossen, bis ihn die Union islamischer Gerichte nach ihrer Machtübernahme wiedereröffnete. Stattdessen wurden Güter aus der ganzen Welt über den informellen Hafen El Ma’an eingeführt und von dort zum Teil über Mogadischu und Somalia hinaus in andere Teile Afrikas gebracht. Im September 2014 schloss die somalische Bundesregierung mit dem türkischen Mischkonzern Albayrak Holding einen Pachtvertrag über die Bewirtschaft des Hafens von Mogadischu. Demnach erhält der Konzern 45 Prozent des Gewinns, 55 Prozent bekommt der somalische Staat. Die Vertragslaufzeit beträgt 20 Jahre.
Südwestlich der Stadt liegt der während des Bürgerkrieges bis 2006 geschlossene Flughafen Mogadischu. Seit Ende 2011 kehrten Exil-Somalis nach Mogadischu zurück und die Stadt erlebt einen wirtschaftlichen Aufschwung.
Von 1924 bis 1941 hatte Mogadischu mit der Bahnstrecke Mogadischu–Villaggio Duca degli Abruzzi (heute: Jawhar) auch eine Bahnverbindung ins Hinterland.

## Söhne und Töchter der Stadt
- Nur Hassan Hussein (1938–2020), Premierminister von 2007 bis 2009
- Saida Hagi-Dirie Herzi (* nach 1950), Schriftstellerin und Feministin
- Ali Mohammed Ghedi (* 1952), Premierminister von 2004 bis 2007
- Iman Abdulmajid (* 1955), Fotomodell
- Fartuun Adan (* 1969), Menschenrechtsaktivistin
- Mohamed Abdullahi Mohamed (* 1962), amtierender Präsident
- Ayaan Hirsi Ali (* 1969), Islamkritikerin und Frauenrechtlerin
- Alexander Graf von Schönburg-Glauchau (* 1969), deutscher Journalist und Schriftsteller
- Yasmin Warsame (* 1976), Fotomodell
- K’naan (* 1978), Musiker
- Mustafa Mohamed (* 1979), Leichtathlet
- Ilhan Omar (* 1982), US-amerikanische Politikerin
- Mohammed Farah (* 1983), Leichtathlet
- Barkhad Abdi (* 1985), Filmschauspieler und BAFTA-Award-Preisträger
- Abdisamad Mohamed (* 1985), Counter-Strike-Spieler
- Ilwad Elman (* 1989), somalisch-kanadische Friedens- und Menschenrechtsaktivistin
- Abdi Nageeye (* 1989), niederländischer Langstreckenläufer
- Ayub Daud (* 1990), Fußballspieler
- Abdisalam Ibrahim (* 1991), Fußballspieler
- Mo Harawe (* 1992), Filmregisseur, Drehbuchautor und Filmproduzent
- Abdihamid Nur (* 1997), US-amerikanischer Leichtathlet
- Ali Idow Hassan (* 1998), Mittelstreckenläufer
- Yusuf Abdurisag (* 1999), katarischer Fußballspieler

## Städtepartnerschaften
Mogadischu unterhält seit 2000 eine Partnerschaft mit der türkischen Hauptstadt Ankara.